# Girls JAPANESE BEST HITS COLLECTION MY MEMORIES II
『Girls JAPANESE BEST HITS COLLECTION MY MEMORIES II』（ガールズ ジャパニーズ・ベスト・ヒット・コレクション マイ・メモリーズ ツー）は、ユニバーサルミュージック・ダイレクトが企画・制作・発売する通販専用CDボックスである。

## 概要
- 1970年代から1990年代までを中心にヒットした、女性ヴォーカルのJ-POPやアイドル歌謡曲を収録したオムニバスCD集である。

## 収録曲

### CD-1：ポニーキャニオン
| No | タイトル               | アーティスト | 発売日         | レーベル         |
| -- | ---------------------- | ------------ | -------------- | ---------------- |
| 01 | 想い出まくら           | 小坂恭子     | 1975年5月25日  | ヤマハ音楽振興会 |
| 02 | 素敵なラブリーボーイ   | 林寛子       | 1975年9月10日  | ポニーキャニオン |
| 03 | 青春の坂道             | 岡田奈々     | 1976年3月10日  | ポニーキャニオン |
| 04 | あばよ                 | 研ナオコ     | 1976年10月10日 | ポニーキャニオン |
| 05 | オリビアを聴きながら   | 尾崎亜美     | 1980年9月5日   | ポニーキャニオン |
| 06 | まちぶせ               | 石川ひとみ   | 1981年4月21日  | ポニーキャニオン |
| 07 | 潮風の少女             | 堀ちえみ     | 1982年3月21日  | ポニーキャニオン |
| 08 | 待つわ                 | あみん       | 1982年7月21日  | ヤマハ音楽振興会 |
| 09 | ダンスはうまく踊れない | 高樹澪       | 1982年7月21日  | ポニーキャニオン |
| 10 | 時をかける少女         | 原田知世     | 1983年4月21日  | ポニーキャニオン |
| 11 | タッチ                 | 岩崎良美     | 1985年3月21日  | ポニーキャニオン |
| 12 | 卒業                   | 斉藤由貴     | 1985年2月21日  | ポニーキャニオン |
| 13 | 悲しみよこんにちは     | 斉藤由貴     | 1986年3月21日  | ポニーキャニオン |
| 14 | くちびるNetwork        | 岡田有希子   | 1986年1月29日  | ポニーキャニオン |
| 15 | お嫁に行きたい         | 真璃子       | 1988年8月17日  | ポニーキャニオン |
| 16 | MUGO・ん…色っぽい      | 工藤静香     | 1988年8月24日  | ポニーキャニオン |
| 17 | 黄砂に吹かれて         | 工藤静香     | 1989年9月6日   | ポニーキャニオン |
| 18 | 翼をください           | 川村かおり   | 1991年1月23日  | ポニーキャニオン |
| 19 | 部屋とYシャツと私      | 平松愛理     | 1992年3月21日  | ポニーキャニオン |

### CD-2：ソニー・ミュージックダイレクト
| No | タイトル             | アーティスト           | 発売日         | レーベル                     |
| -- | -------------------- | ---------------------- | -------------- | ---------------------------- |
| 01 | 17才                 | 南沙織                 | 1971年6月1日   | ソニー・ミュージックレコーズ |
| 02 | 春一番               | キャンディーズ         | 1976年3月1日   | ソニー・ミュージックレコーズ |
| 03 | 迷い道               | 渡辺真知子             | 1977年11月1日  | ソニー・ミュージックレコーズ |
| 04 | 微笑がえし           | キャンディーズ         | 1978年2月25日  | ソニー・ミュージックレコーズ |
| 05 | 東京ららばい         | 中原理恵               | 1978年3月21日  | ソニー・ミュージックレコーズ |
| 06 | かもめが翔んだ日     | 渡辺真知子             | 1978年4月21日  | ソニー・ミュージックレコーズ |
| 07 | 木綿のハンカチーフ   | 太田裕美               | 1975年12月21日 | ソニー・ミュージックレコーズ |
| 08 | 恋人よ               | 五輪真弓               | 1980年8月21日  | ソニー・ミュージックレコーズ |
| 09 | 青い珊瑚礁           | 松田聖子               | 1980年7月1日   | ソニー・ミュージックレコーズ |
| 10 | レモンティー         | シーナ&ザ・ロケッツ    | 1985年x月x日   | ソニー・ミュージックレコーズ |
| 11 | 赤いスイートピー     | 松田聖子               | 1982年1月21日  | ソニー・ミュージックレコーズ |
| 12 | 見えない翼           | 伊藤麻衣子             | 1985年2月1日   | ソニー・ミュージックレコーズ |
| 13 | バレンタイン・キッス | 国生さゆり             | 1986年2月1日   | ソニー・ミュージックレコーズ |
| 14 | 青いスタスィオン     | 河合その子             | 1986年3月21日  | ソニー・ミュージックレコーズ |
| 15 | RASPBERRY DREAM      | レベッカ               | 1986年5月2日   | ソニー・ミュージックレコーズ |
| 16 | CHA-CHA-CHA          | 石井明美               | 1986年8月14日  | ソニー・ミュージックレコーズ |
| 17 | 儀式 (セレモニー)    | 松本典子               | 1986年5月21日  | ソニー・ミュージックレコーズ |
| 18 | 吐息でネット         | 南野陽子               | 1988年2月26日  | ソニー・ミュージックレコーズ |
| 19 | Diamonds             | プリンセス・プリンセス | 1989年4月21日  | ソニー・ミュージックレコーズ |
| 20 | 人魚                 | NOKKO                  | 1994年3月9日   | ソニー・ミュージックレコーズ |

### CD-3：東芝EMI（現・ユニバーサルミュージック・EMI Records Japan）
| No | タイトル                               | アーティスト         | 発売日         | レーベル     |
| -- | -------------------------------------- | -------------------- | -------------- | ------------ |
| 01 | 初恋のメロディー                       | 小林麻美             | 1972年8月5日   | 東芝レコード |
| 02 | ひまわり娘                             | 伊藤咲子             | 1974年4月20日  | 東芝レコード |
| 03 | ルージュの伝言                         | 荒井由実             | 1975年2月20日  | EXPRESS      |
| 04 | あの日にかえりたい                     | 荒井由実             | 1975年10月5日  | EXPRESS      |
| 05 | 卒業写真                               | ハイ・ファイ・セット | 1975年2月5日   | EXPRESS      |
| 06 | 中央フリーウェイ                       | 荒井由実             | 1976年11月20日 | EXPRESS      |
| 07 | 冷たい雨                               | ハイ・ファイ・セット | 1976年4月20日  | EXPRESS      |
| 08 | マイ・ピュア・レディ                   | 尾崎亜美             | 1977年2月5日   | EXPRESS      |
| 09 | 君たちキウイ・パパイア・マンゴーだね。 | 中原めいこ           | 1984年3月7日   | EAST WORLD   |
| 10 | Woman "Wの悲劇"より                    | 薬師丸ひろ子         | 1984年10月24日 | EAST WORLD   |
| 11 | Temptation（誘惑）                     | 本田美奈子           | 1985年9月28日  | EAST WORLD   |
| 12 | 夢色のメッセージ                       | 西村知美             | 1986年3月20日  | EAST WORLD   |
| 13 | 1986年のマリリン                       | 本田美奈子           | 1986年2月5日   | EAST WORLD   |
| 14 | 時代                                   | 薬師丸ひろ子         | 1988年7月29日  | EAST WORLD   |
| 15 | 私は嵐                                 | SHOW-YA              | 1989年9月5日   | EAST WORLD   |
| 16 | Tonight (星の降る夜に)                 | 山下久美子           | 1991年3月6日   | EAST WORLD   |
| 17 | 愛すること                             | 辛島美登里           | 1995年8月2日   | EAST WORLD   |
| 18 | 花                                     | 石嶺聡子             | 1995年5月10日  | EAST WORLD   |

### CD-4：ユニバーサルミュージック
| No | タイトル                         | アーティスト         | 発売日         | レーベル                                             |
| -- | -------------------------------- | -------------------- | -------------- | ---------------------------------------------------- |
| 01 | ほほにキスして                   | 水越けいこ           | 1979年7月1日   | ポリドール・レコード                                 |
| 02 | 人見知り                         | 神田広美             | 1977年2月x日   | ポリドール・レコード                                 |
| 03 | 夏のお嬢さん                     | 榊原郁恵             | 1978年7月1日   | コロムビアミュージックエンタテインメント             |
| 04 | ゴーイン・バック・トゥ・チャイナ | 鹿取洋子             | 1980年3月1日   | ポリドール・レコード                                 |
| 05 | 恋はベンチシート                 | ジューシィ・フルーツ | 1980年10月1日  | アミューズ／コロムビアミュージックエンタテインメント |
| 06 | ガラスのYESTERDAY                | 倉橋ルイ子           | 1981年6月21日  | ポリドール・レコード                                 |
| 07 | フライディ・チャイナタウン       | 泰葉                 | 1981年9月21日  | ポリドール・レコード                                 |
| 08 | セーラー服と機関銃               | 薬師丸ひろ子         | 1981年11月21日 | キティレコード                                       |
| 09 | けんかをやめて                   | 河合奈保子           | 1982年9月1日   | コロムビアミュージックエンタテインメント             |
| 10 | エスカレーション                 | 河合奈保子           | 1983年6月1日   | コロムビアミュージックエンタテインメント             |
| 11 | 少年ケニヤ                       | 渡辺典子             | 1984年1月1日   | コロムビアミュージックエンタテインメント             |
| 12 | 卒業-GRADUATION-                 | 菊池桃子             | 1985年2月27日  | バップ                                               |
| 13 | もう逢えないかもしれない         | 菊池桃子             | 1985年9月26日  | バップ                                               |
| 14 | 曇り、のち晴れ                   | 志村香               | 1985年4月21日  | コロムビアミュージックエンタテインメント             |
| 15 | 時の流れに身をまかせ             | テレサ・テン         | 1986年2月21日  | トーラスレコード                                     |
| 16 | 百万本のバラ                     | 加藤登紀子           | 1987年4月25日  | ポリドール・レコード                                 |
| 17 | パステル・ブルーのためいき       | 島田奈美             | 1987年8月12日  | コロムビアミュージックエンタテインメント             |
| 18 | サヨナラ                         | GAO                  | 1992年4月21日  | バップ                                               |

### CD-5：ユニバーサルミュージック
| No | タイトル                          | アーティスト                 | 発売日         | レーベル                                   |
| -- | --------------------------------- | ---------------------------- | -------------- | ------------------------------------------ |
| 01 | 夢で逢えたら                      | 吉田美奈子                   | 1976年         | BMGファンハウス                            |
| 02 | 不思議なピーチパイ                | 竹内まりや                   | 1980年2月5日   | BMGファンハウス                            |
| 03 | ハロー・グッバイ                  | 柏原芳恵                     | 1981年10月15日 | フィリップス                               |
| 04 | シルエット・ロマンス              | 大橋純子                     | 1981年11月25日 | フィリップス                               |
| 05 | すずめ                            | 増田けい子                   | 1981年11月28日 | ワーナーミュージック                       |
| 06 | ハートブレイク太陽族              | スターボー                   | 1982年7月7日   | ポリドール                                 |
| 07 | 夏女ソニア                        | もんたよしのり with 大橋純子 | 1983年4月      | フィリップス                               |
| 08 | 恋におちて -Fall in love-         | 小林明子                     | 1985年8月31日  | BMGファンハウス                            |
| 09 | はぐれそうな天使                  | 岡村孝子                     | 1986年3月20日  | BMGファンハウス                            |
| 10 | SHOW ME                           | 森川由加里                   | 1987年10月26日 | BMGファンハウス                            |
| 11 | C-Girl                            | 浅香唯                       | 1988年4月20日  | ワーナーミュージック                       |
| 12 | 雨                                | 森高千里                     | 1990年9月10日  | ワーナーミュージック                       |
| 13 | ZUTTO                             | 永井真理子                   | 1990年10月24日 | BMGファンハウス                            |
| 14 | サイレント・イヴ                  | 辛島美登里                   | 1990年11月7日  | BMGファンハウス                            |
| 15 | ゆずれない願い                    | 田村直美                     | 1994年11月9日  | マーキュリー・ミュージックエンタテイメント |
| 16 | あなたに逢いたくて〜Missing You〜 | 松田聖子                     | 1996年4月22日  | マーキュリー・ミュージックエンタテイメント |
| 17 | believe                           | 山口由子                     | 1999年2月26日  | マーキュリー・ミュージックエンタテイメント |
| 18 | コイシイヒト                      | 松たか子                     | 2001年3月14日  | ポリドール                                 |

### CD-6：ユニバーサルミュージック
| No | タイトル                                       | アーティスト     | 発売日         | レーベル                                 |
| -- | ---------------------------------------------- | ---------------- | -------------- | ---------------------------------------- |
| 01 | 雨の物語                                       | イルカ           | 1977年3月25日  | 日本クラウン                             |
| 02 | どうぞこのまま                                 | 丸山圭子         | 1976年7月5日   | キングレコード                           |
| 03 | みずいろの雨                                   | 八神純子         | 1978年9月5日   | ヤマハ音楽振興会                         |
| 04 | ウエディング・ベル                             | Sugar            | 1981年11月21日 | フォーライフミュージックエンタテイメント |
| 05 | ドリーム・ドリーム・ドリーム                   | 岩井小百合       | 1983年1月12日  | キングレコード                           |
| 06 | 夏色のナンシー                                 | 早見優           | 1983年4月1日   | トーラスレコード                         |
| 07 | 渚のライオン                                   | 早見優           | 1983年7月1日   | トーラスレコード                         |
| 08 | そんなヒロシに騙されて                         | 高田みづえ       | 1983年8月21日  | テイチクエンタテインメント               |
| 09 | ニュアンスしましょ                             | 香坂みゆき       | 1984年8月1日   | トーラスレコード                         |
| 10 | ミ・アモーレ〔Meu amor é･･･〕（バージョン′95） | 中森明菜         | 1985年10月21日 | MCAレコード                              |
| 11 | DESIRE -情熱-（バージョン′95）                 | 中森明菜         | 1986年2月3日   | MCAレコード                              |
| 12 | 恋、みーつけた                                 | 真璃子           | 1986年5月28日  | ポニーキャニオン                         |
| 13 | 別れの予感                                     | テレサ・テン     | 1987年6月21日  | トーラスレコード                         |
| 14 | Heart and Soul                                 | 浜田麻里         | 1988年9月7日   | ビクターエンタテインメント               |
| 15 | Open Your Heart                                | 浜田麻里         | 1989年         | ビクターエンタテインメント               |
| 16 | 会いたい                                       | 沢田知可子       | 1990年6月27日  | トーラスレコード                         |
| 17 | 幸せになろう                                   | 沢田知可子       | 1993年7月21日  | トーラスレコード                         |
| 18 | 世界中の誰よりきっと                           | 中山美穂 & WANDS | 1992年10月28日 | キングレコード                           |

### CD-7：ビクターエンタテインメント
| No | タイトル                   | アーティスト     | 発売日         | レーベル                   |
| -- | -------------------------- | ---------------- | -------------- | -------------------------- |
| 01 | わたしの彼は左きき         | 麻丘めぐみ       | 1973年7月5日   | ビクターエンタテインメント |
| 02 | わたしの青い鳥             | 桜田淳子         | 1973年8月25日  | ビクターエンタテインメント |
| 03 | ひまわりの小径             | チェリッシュ     | 1972年5月25日  | ビクターエンタテインメント |
| 04 | ロマンス                   | 岩崎宏美         | 1975年7月25日  | ビクターエンタテインメント |
| 05 | ペッパー警部               | ピンク・レディー | 1976年8月25日  | ビクターエンタテインメント |
| 06 | UFO                        | ピンク・レディー | 1977年12月5日  | ビクターエンタテインメント |
| 07 | 渚のシンドバッド           | ピンク・レディー | 1977年6月10日  | ビクターエンタテインメント |
| 08 | リンダ                     | アン・ルイス     | 1980年8月5日   | ビクターエンタテインメント |
| 09 | 酸っぱい経験               | 多岐川裕美       | 1980年9月21日  | ビクターエンタテインメント |
| 10 | センチメンタル・ジャーニー | 松本伊代         | 1981年10月21日 | ビクターエンタテインメント |
| 11 | ラ・セゾン                 | アン・ルイス     | 1982年6月5日   | ビクターエンタテインメント |
| 12 | 家路                       | 岩崎宏美         | 1983年8月21日  | ビクターエンタテインメント |
| 13 | 愛・おぼえていますか       | 飯島真理         | 1984年6月5日   | ビクターエンタテインメント |
| 14 | 桃色吐息                   | 髙橋真梨子       | 1984年5月21日  | ビクターエンタテインメント |
| 15 | 六本木純情派               | 荻野目洋子       | 1986年10月29日 | ビクターエンタテインメント |
| 16 | 男のコになりたい           | 酒井法子         | 1987年2月5日   | ビクターエンタテインメント |
| 17 | 愛があれば大丈夫           | 広瀬香美         | 1992年12月2日  | ビクターエンタテインメント |
| 18 | ロマンスの神様             | 広瀬香美         | 1993年12月1日  | ビクターエンタテインメント |